# بان‌ها
بان‌ها (به فرانسوی: Bavans) یک کمون (فرانسه) در فرانسه است که در canton of Montbéliard-Ouest واقع شده‌است. بان‌ها ۸٫۸۳ کیلومتر مربع مساحت دارد.